# Pretty Scary Silver Fairy
Pretty Scary Silver Fairy je druhé studiové album norské zpěvačky Margaret Berger. V Norsku bylo vydáno 2. října 2006 vydavatelstvím RCA Records. Texty písní napsala Margaret Berger, kdy se inspirovala svým dospíváním.

## Seznam skladeb
| Pořadí | Název                          | Autor                                        | Délka |
| ------ | ------------------------------ | -------------------------------------------- | ----- |
| 1.     | Silver Fairy                   | Margaret Berger, Pete "Boxsta" Martin        | 3:58  |
| 2.     | Seek I'll Hide                 | Margaret Berger, Pete "Boxsta" Martin        | 4:19  |
| 3.     | Will You Remember Me Tomorrow? | Margaret Berger, Patric Sarin, Jukka Immonen | 3:43  |
| 4.     | Samantha                       | Margaret Berger, Patric Sarin, Jukka Immonen | 3:28  |
| 5.     | I'm Gonna Stay After Summer    | Margaret Berger, Hans Jørgen Støp            | 3:54  |
| 6.     | Get Physical                   | Margaret Berger, Patric Sarin, Jukka Immonen | 2:54  |
| 7.     | Naive (16)                     | Margaret Berger, Pete "Boxsta" Martin        | 3:41  |
| 8.     | Robot Song                     | Margaret Berger, Patric Sarin, Jukka Immonen | 3:30  |
| 9.     | Pretty Things in Life          | Margaret Berger, Hans Jørgen Støp            | 4:01  |
| 10.    | Have You Never Ever?           | Margaret Berger, Hans Jørgen Støp            | 3:59  |

## Žebříčky
| Žebříček (2006)        | Nejvyšší pozice |
| ---------------------- | --------------- |
| Norwegian Albums Chart | 8               |